# Tange Å (Midtjylland)
Tange Å (dt.: Tange Au) ist ein Fluss, dessen Quelle bei Grathe Hede südlich von Thorning in der Kommune Silkeborg in Mitteljütland in Dänemark liegt.
Die Tange Å fließt erst Richtung Norden, aber ein kleines Stück vor Thorning ändert der Fluss seine Richtung nach Osten und passiert Kjellerup nördlich. Danach wechselt er wieder in nördliche Richtung nach Levring, vereinigt sich mit dem Bach Levring Bæk von Westen bei Vodskov. Bei Rødkærsbro dreht die Tange Å erneut nach Osten und mündet in den Tange Sø (dt.: Tange See), der südlich der Stadt Tange liegt.